# Coelorinchus quadricristatus
Coelorinchus quadricristatus es una especie de pez de la familia Macrouridae en el orden de los Gadiformes.

## Hábitat
Es un pez bentopelágico y marino de aguas  tropicales que vive entre 344-741 m de profundidad.

## Distribución geográfica
Se encuentra en las Maldivas y el Mar de Andaman.